# NGC 353
NGC 353 est une galaxie spirale barrée située dans la constellation de la Baleine. NGC 353 a été découverte par l'astronome américain Lewis Swift en 1885.

## Caractéristiques
Sa vitesse par rapport au fond diffus cosmologique est de 3 775 ± 23 km/s, ce qui correspond à une distance de Hubble de 55,7 ± 3,9 Mpc (∼182 millions d'al).
À ce jour, trois mesures non basées sur le décalage vers le rouge (redshift) donnent une distance de 55,300 ± 4,285 Mpc (∼180 millions d'al), ce qui est à l'intérieur des valeurs de la distance de Hubble.
La classe de luminosité de NGC 353 est I et elle présente une large raie HI. Elle renferme également des régions d'hydrogène ionisé.